# Antillocladius plicatus
Antillocladius plicatus är en tvåvingeart som beskrevs av Mendes och Andersen 2008. Antillocladius plicatus ingår i släktet Antillocladius och familjen fjädermyggor. Inga underarter finns listade i Catalogue of Life.